# لوس کامپسینوس!
لوس کامپسینوس! یک گروه موسیقی هفت‌نفره ایندی پاپ از کاردیف ولز است. آنها در اوایل سال ۲۰۰۶ در دانشگاه کاردیف تشکیل شدند. این گروه چند بار اعضای خود را عوض کرده‌است، و گرث پیسلی (خواننده اصلی) نیل ترنر (گیتار) و تام براملی (گیتار) تنها اعضای باقی‌مانده اصلی این گروه هستند، که توسط راب تیلور (گیتار)، کیم پیسلی (کیبورد، خواننده)، مت فیدلر (گیتار بیس) و جیسون آدلینیا (درام) ملحق شدند.
این گروه درحالی که الهام گرفته از حرکت تویی پاپ بود، اولین آلبوم خود به نام "نگه‌دار، جوان…" را در فوریهٔ ۲۰۰۸ عرضه کردند، و دومین آلبوم خود به نام "ما زیباییم، ما نابود می‌شویم" را در اکتبر همان سال عرضه کردند. این دو آلبوم امتیاز خوبی از منتقدان دریافت کردند و پیچ‌فورک آنها را "یادداشت عاشقانه گیج‌کننده و آهنگین به فردیت، ترح و هر چیز دیگری که ایندی پاپ نام خود را بر آن بنا نهاده‌است" توصیف می‌کند. سومین آلبوم آنها "عشق حوصله سر بره" در سال ۲۰۱۰ عرضه شد. آنها شش آلبوم استودیویی دیگر هم منتشر کردند و "صحنه‌های عجیب" که در سال ۲۰۱۷ منتشر شد آخرین آنها بود. آنها همچنین چهار آلبوم چندآهنگه منتشر کردند که آخرین آنها "همهٔ بدن" بود که در سال ۲۰۲۱ عرضه شد.

## آهنگ‌شناسی

### آلبوم‌ها
| عنوان                       | اطلاعات                                                              | جایگاه در چارت‌های موسیقی | جایگاه در چارت‌های موسیقی | جایگاه در چارت‌های موسیقی | جایگاه در چارت‌های موسیقی | جایگاه در چارت‌های موسیقی | جایگاه در چارت‌های موسیقی |
| عنوان                       | اطلاعات                                                              | انگلستان                 | بلژیک                    | SCO                      | آمریکا هیت               | آمریکا ایندی             | آمریکا راک               |
| --------------------------- | -------------------------------------------------------------------- | ------------------------ | ------------------------ | ------------------------ | ------------------------ | ------------------------ | ------------------------ |
| نگه‌دار، جوان…               | - عرضه‌شده: ۲۲ فوریه ۲۰۰۸ - نوع: سی‌دی، ال‌پی، دانلود دیجیتالی          | ۷۲                       | ۹۷                       | ۱۰۰                      | ۴۵                       | —                        | —                        |
| ما زیباییم، ما نابود می‌شویم | - عرضه‌شده: ۲۷ اکتبر ۲۰۰۸ - نوع: سی‌دی، ال‌پی، دانلود دیجیتالی          | ۱۱۲                      | —                        | —                        | ۴۳                       | —                        | —                        |
| عشق حوصله سر بره            | - عرضه‌شده؛ ۲۶ اکتبر ۲۰۱۰ - نوع:سی‌دی، ال‌پی، دانلود دیجیتالی           | ۹۲                       | —                        | —                        | ۳                        | ۲۸                       | —                        |
| سلام غم                     | - عرضه‌شده: ۱۴ نوامبر ۲۰۱۱ - نوع: سی‌دی، ال‌پی، دانلود دیجیتالی، استریم | ۱۶۸                      | —                        | —                        | ۳                        | ۳۷                       | ۴۸                       |
| بدون آبی                    | - عرضه‌شده: ۲۹ اکتبر ۲۰۱۳ - نوع: سی‌دی، ال‌پی، استریم، دانلود دیجیتالی  | —                        | —                        | —                        | ۳۵                       | —                        | —                        |
| صحنه‌های عجیب                | - عرضه‌شده: ۲۴ فوریه ۲۰۱۷ - نوع:سی‌دی، ال‌پی، دانلود دیجیتالی، استریم   | ۸۳                       | —                        | ۸۷                       | ۸۳                       | ۳۲                       | —                        |

### آلبوم زنده
| عنوان                     | اطلاعات                                          |
| ------------------------- | ------------------------------------------------ |
| یک شب خوب برای دعوای مشتی | - عرضه‌شده: ۴ می ۲۰۱۳ - نوع: کاست، دانلود دیجیتال |

### آلبوم گردآوری‌شده
| Title                    | Details                                                |
| ------------------------ | ------------------------------------------------------ |
| دموی نگه‌دار، جوان…       | - عرضه‌شده: ۱۴ نوامبر ۲۰۱۱ - نوع: سی‌دی، دانلود دیجیتالی |
| نگه‌دار، جوان… نسخهٔ کمیاب | - عرضه شده: ۲۴ آگوست ۲۰۱۸ - نوع: دانلود دیجیتالی       |